# Uničov (klein district)
Správní obvod obce s rozšířenou působností Uničov (Nederlands: Administratief district van de gemeente met uitgebreide bevoegdheid Uničov, afgekort SO ORP Uničov) is een van de vier administratieve districten van gemeenten met uitgebreide bevoegdheid (správní obvody rozšířené působnosti obcí) in het Tsjechische district Olomouc in de regio Olomouc. Het administratief district is in 2003 opgericht en binnen het district vallen 10 gemeenten. De stad Uničov is de enige gemeente met bevoegd gemeentebestuur (obec s pověřeným obecním úřadem).

## Lijst van gemeente
De obce (gemeenten) in de SO ORP Uničov. De vetgedrukte plaatsen hebben stadsrechten. De cursieve plaatsen zijn steden zonder stadsrechten (zie: vlek).
Dlouhá Loučka - Lipinka - Medlov - Nová Hradečná - Paseka - Šumvald - Troubelice - Újezd - Uničov - Želechovice